# Theodor Benecke (Physiker)
Theodor Benecke (* 10. September 1911 in Lüneburg; † 15. Mai 1994) war ein deutscher Physiker. Er war Abteilungsleiter im Reichsluftfahrtministerium und Ministerialdirigent im Bundesministerium der Verteidigung. Er war der Herausgeber mehrerer Buchreihen zum Thema Wehr- und Flugtechnik.

## Studium und früher Werdegang
Benecke studierte Physik, Mathematik und Chemie, und schloss sein Studium 1934 mit einer Doktorarbeit zum Thema Magnetspulen und homogenen senkrechten Magnetfeldern ab. 1936 erhielt er seine Fluglizenz und nahm eine Stelle bei der Deutschen Versuchsanstalt für Luftfahrt an. Ab 1939 war er Abteilungsleiter im Reichsluftfahrtministerium, und dort unter anderem für „Abwurfwaffen See“ zuständig. Ab 1940 war er an der Entwicklung Deutscher Gegenmaßnahmen gegen britische Minen mit Hilfe von Magnetfeldern beteiligt.

## Amt Blank und Bundesministerium der Verteidigung
1953 nahm Benecke eine Stelle im Amt Blank, dem Vorläufer des Bundesministeriums der Verteidigung, an, und stieg dort bis zum Ministerialdirigenten auf. Von 1962 bis 1969 war er Präsident des Bundesamtes für Wehrtechnik und Beschaffung in Koblenz. Ermittlungen im Rahmen der Starfighter-Affäre durch Fritz-Josef Rath, dem Leiter des Antikorruptions-Referats, ergaben, dass Benecke im Zusammenhang mit dem Auswahlverfahren als Leiter der „Abteilung T“ Bestechungsgelder der Grumman Aerospace Corporation angenommen haben soll. Benecke täuschte allerdings nur vor, dass die Super Tiger ausgewählt werden sollte, und weigerte sich seinen Einfluss für Grumman geltend zu machen.

## Sonstige Tätigkeiten
1969 gehörte Benecke zum Gründungsvorstand der Deutschen Forschungs- und Versuchsanstalt für Luft- und Raumfahrt.
Von 1972 bis 1976 war er der Vorsitzende der Deutschen Gesellschaft für Luft- und Raumfahrt. Weiterhin war er Präsidialgeschäftsführer und Vorstandsmitglied des Bundesverbandes der Deutschen Luft- und Raumfahrtindustrie. Er war Herausgeber der Buchreihen Die Deutsche Luftfahrt und Jahrbuch der Wehrtechnik.

## Auszeichnungen
- 1969: Verdienstkreuz 1. Klasse der Bundesrepublik Deutschland
- 1973: Großes Verdienstkreuz der Bundesrepublik Deutschland[11]
- 1987: Großes Verdienstkreuz mit Stern der Bundesrepublik Deutschland[12]
- 1991: Otto-Lilienthal-Medaille der Deutschen Gesellschaft für Luft- und Raumfahrt

## Werke
- Theodor Benecke, Karl-Heinz Hedwig, Joachim Hermann: Flugkörper und Lenkraketen : die Entwicklungsgeschichte der deutschen gelenkten Flugkörper vom Beginn dieses Jahrhunderts bis heute, Bernard & Graefe, 1987, ISBN 3-7637-5284-6